# Liste des médaillés aux Jeux olympiques d'été de 1956
Cet article liste les athlètes ayant remporté une médaille aux Jeux olympiques d'été de 1956 à Melbourne en Australie.

## Aviron
| Épreuves            | Or | Argent | Bronze |
| ------------------- | --- | --- | --- |
| Hommes              | | | |
| Skiff               | Vyacheslav Ivanov (URS) | Stuart Mackenzie (AUS) | John Kelly (USA) |
| Deux de couple      | Union soviétique Aleksandr Berkutov Yuriy Tyukalov                                                                                         | États-Unis Bernard Costello, Jr. James Gardiner                                                                                                 | Australie Murray Riley Mervyn Wood                                                                                                   |
| Deux sans barreur   | États-Unis James Fifer Duvall Hecht | Union soviétique Igor Bouldakov Viktor Ivanov                                                                                                   | Autriche Josef Kloimstein Alfred Sageder                                                                                             |
| Quatre sans barreur | Canada Donald Arnold Walter D'Hondt Lorne Loomer Archibald MacKinnon                                                                       | États-Unis James McIntosh Arthur McKinlay John McKinlay John Welchli                                                                            | France Yves Delacour Guy Guillabert René Guissart Gaston Mercier                                                                     |
| Deux avec barreur   | États-Unis Arthur Ayrault Conn Findlay Kurt Seiffert                                                                                       | Équipe unifiée d'Allemagne Horst Arndt Rainer Borkowsky Karl-Heinrich von Groddeck                                                              | Union soviétique Vladimir Petrov Igor Yemchuk Georgy Zhilin                                                                          |
| Quatre avec barreur | Italie Romano Sgheiz Ivo Stefanoni Franco Trincavelli Angelo Vanzin Alberto Winkler                                                        | Suède Ivar Aronsson Gösta Eriksson Bertil Göransson Evert Gunnarsson Olle Larsson                                                               | Finlande Kauko Hänninen Veli Lehtelä Matti Niemi Toimi Pitkänen Reino Poutanen                                                       |
| Huit                | États-Unis William Becklean Donald Beer Thomas Charlton John Cooke Caldwell Esselstyn Charles Grimes Robert Morey Rusty Wailes David Wight | Canada David Helliwell Philip Kueber Richard McClure Douglas McDonald William McKerlich Carlton Ogawa Donald Pretty Lawrence West Robert Wilson | Australie Michael Aikman Fred Benfield David Boykett Brian Doyle Harold Hewitt James Howden Walter Howell Garth Manton Adrian Monger |

## Basket-ball
| Épreuves         | Or | Argent | Bronze |
| ---------------- | --- | --- | --- |
| Tournoi masculin | États-Unis Richard Boushka Carl Cain Chuck Darling Billy Evans Gilbert Ford Burdie Haldorson Bill Hougland Robert Jeangerard K.C. Jones Bill Russell Ron Tomsic Jim Walsh | Union soviétique Arkadi Bochkaryov Jānis Krūmiņš Algirdas Lauritėnas Valdis Muižnieks Yuri Ozerov Kazys Petkevičius Michail Semyonov Stasys Stonkus Michail Studenezki Vladimir Torban Maigonis Valdmanis Viktor Zubkov | Uruguay Carlos Blixen Ramiro Cortés Héctor Costa Nelson Chelle Nelson Demarco Héctor García Carlos González Gallo Sergio Matto Óscar Moglia Raúl Mera Ariel Olascoaga Milton Scarón |

## Boxe
| Épreuves                            | Or                         | Argent                | Bronze                       |
| ----------------------------------- | -------------------------- | --------------------- | ---------------------------- |
| Hommes                              |                            |                       |                              |
| Poids mouches Moins de 51 kg        | Terence Spinks (GBR)       | Mircea Dobrescu (ROU) | John Caldwell (IRL)          |
| Poids mouches Moins de 51 kg        | Terence Spinks (GBR)       | Mircea Dobrescu (ROU) | René Libeer (FRA)            |
| Poids coqs Moins de 54 kg           | Wolfgang Behrendt (EUA)    | Song Soon-chun (KOR)  | Claudio Barrientos (CHI)     |
| Poids coqs Moins de 54 kg           | Wolfgang Behrendt (EUA)    | Song Soon-chun (KOR)  | Frederick Gilroy (IRL)       |
| Poids plumes Moins de 57 kg         | Vladimir Safronov (URS)    | Thomas Nicholls (GBR) | Pentti Hämäläinen (FIN)      |
| Poids plumes Moins de 57 kg         | Vladimir Safronov (URS)    | Thomas Nicholls (GBR) | Henryk Niedźwiedzki (POL)    |
| Poids légers Moins de 60 kg         | Richard McTaggart (GBR)    | Harry Kurschat (EUA)  | Tony Byrne (IRL)             |
| Poids légers Moins de 60 kg         | Richard McTaggart (GBR)    | Harry Kurschat (EUA)  | Anatoly Lagetko (URS)        |
| Poids super-légers Moins de 63,5 kg | Vladimir Yengibaryan (URS) | Franco Nenci (ITA)    | Constantin Dumitrescu (ROU)  |
| Poids super-légers Moins de 63,5 kg | Vladimir Yengibaryan (URS) | Franco Nenci (ITA)    | Henry Loubscher (RSA)        |
| Poids welters Moins de 67 kg        | Nicolae Linca (ROU)        | Frederick Tiedt (IRL) | Nicholas Gargano (GBR)       |
| Poids welters Moins de 67 kg        | Nicolae Linca (ROU)        | Frederick Tiedt (IRL) | Kevin Hogarth (AUS)          |
| Poids super-welters Moins de 71 kg  | László Papp (HUN)          | José Torres (USA)     | John McCormack (GBR)         |
| Poids super-welters Moins de 71 kg  | László Papp (HUN)          | José Torres (USA)     | Zbigniew Pietrzykowski (POL) |
| Poids moyens Moins de 75 kg         | Gennadiy Shatkov (URS)     | Ramón Tapia (CHI)     | Gilbert Chapron (FRA)        |
| Poids moyens Moins de 75 kg         | Gennadiy Shatkov (URS)     | Ramón Tapia (CHI)     | Victor Zalazar (ARG)         |
| Poids mi-lourds Moins de 81 kg      | James Boyd (USA)           | Gheorghe Negrea (ROU) | Carlos Lucas (CHI)           |
| Poids mi-lourds Moins de 81 kg      | James Boyd (USA)           | Gheorghe Negrea (ROU) | Romualdas Murauskas (URS)    |
| Poids lourds Plus de 81 kg          | Pete Rademacher (USA)      | Lev Mukhin (URS)      | Daan Bekker (RSA)            |
| Poids lourds Plus de 81 kg          | Pete Rademacher (USA)      | Lev Mukhin (URS)      | Giacomo Bozzano (ITA)        |

## Canoë-kayak

### Course en ligne
| Épreuves    | Or                                                             | Argent                                                | Bronze                                      |
| ----------- | -------------------------------------------------------------- | ----------------------------------------------------- | ------------------------------------------- |
| Hommes      |                                                                |                                                       |                                             |
| C1 1 000 m  | Leon Rotman (ROU)                                              | István Hernek (HUN)                                   | Gennady Bukharin (URS)                      |
| C1 10 000 m | Leon Rotman (ROU)                                              | János Parti (HUN)                                     | Gennady Bukharin (URS)                      |
| C2 1 000 m  | Roumanie Alexe Dumitru Simion Ismailciuc                       | Union soviétique Gratsian Botev Pavel Kharin          | Hongrie Ferenc Mohácsi Károly Wieland       |
| C2 10 000 m | Union soviétique Gratsian Botev Pavel Kharin                   | France Georges Dransart Marcel Renaud                 | Hongrie Imre Farkas József Hunics           |
| K1 1 000 m  | Gert Fredriksson (SWE)                                         | Igor Pissarev (URS)                                   | Lajos Kiss (HUN)                            |
| K1 10 000 m | Gert Fredriksson (SWE)                                         | Ferenc Hatlaczky (HUN)                                | Michel Scheuer (EUA)                        |
| K2 1 000 m  | Équipe unifiée d'Allemagne Meinrad Miltenberger Michel Scheuer | Union soviétique Anatoly Demitkov Mikhail Kaaleste    | Autriche Maximilian Raub Herbert Wiedermann |
| K2 10 000 m | Hongrie László Fábián János Urányi                             | Équipe unifiée d'Allemagne Fritz Briel Theodor Kleine | Australie Walter Brown Dennis Green         |
| Femmes      |                                                                |                                                       |                                             |
| K1 500 m    | Elizaveta Dementyeva (URS)                                     | Therese Zenz (EUA)                                    | Tove Søby (DEN)                             |

## Cyclisme

### Piste
| Épreuves              | Or                                                                           | Argent                                                                | Bronze                                                                  |
| --------------------- | ---------------------------------------------------------------------------- | --------------------------------------------------------------------- | ----------------------------------------------------------------------- |
| Hommes                |                                                                              |                                                                       |                                                                         |
| Kilomètre             | Leandro Faggin (ITA)                                                         | Ladislav Fouček (TCH)                                                 | Alfred Swift (RSA)                                                      |
| Vitesse individuelle  | Michel Rousseau (FRA)                                                        | Guglielmo Pesenti (ITA)                                               | Dick Ploog (AUS)                                                        |
| Tandem                | Australie Ian Browne Tony Marchant                                           | Tchécoslovaquie Ladislav Fouček Václav Machek                         | Italie Giuseppe Ogna Cesare Pinarello                                   |
| Poursuite par équipes | Italie Antonio Domenicali Leandro Faggin Franco Gandini Valentino Gasparella | France René Bianchi Jean Graczyk Jean-Claude Lecante Michel Vermeulin | Grande-Bretagne Donald Burgess Michael Gambrill John Geddes Tom Simpson |

### Route
| Épreuves                     | Or                                                      | Argent                                                    | Bronze                                                                     |
| ---------------------------- | ------------------------------------------------------- | --------------------------------------------------------- | -------------------------------------------------------------------------- |
| Hommes                       |                                                         |                                                           |                                                                            |
| Course en ligne              | Ercole Baldini (ITA)                                    | Arnaud Geyre (FRA)                                        | Alan Jackson (GBR)                                                         |
| Contre-la-montre par équipes | France Arnaud Geyre Maurice Moucheraud Michel Vermeulin | Grande-Bretagne Stan Brittain William Holmes Alan Jackson | Équipe unifiée d'Allemagne Reinhold Pommer Gustav-Adolf Schur Horst Tüller |

## Équitation
| Épreuves                     | Or | Argent | Bronze                                                                                        |
| ---------------------------- | --- | --- | --------------------------------------------------------------------------------------------- |
| Concours complet individuel  | Petrus Kastenman (SWE) sur Iluster                                                                                 | August Lütke-Westhues (EUA) sur Trux von Kamax                                                                        | Francis Weldon (GBR) sur Kilbarry                                                             |
| Concours complet par équipes | Grande-Bretagne Bertie Hill sur Countryman III Arthur Rook sur Wild Venture Francis Weldon sur Kilbarry            | Équipe unifiée d'Allemagne August Lütke-Westhues sur Trux von Kamax Otto Rothe sur Sissi Klaus Wagner sur Prinzeß     | Canada Jim Elder sur Colleen Brian Herbinson sur Tara John Rumble sur Cilroy                  |
| Dressage individuel          | Henri Saint Cyr (SWE) sur Juli                                                                                     | Lis Hartel (DEN) sur Jubilee                                                                                          | Liselott Linsenhoff (EUA) sur Adular                                                          |
| Dressage par équipes         | Suède Gustaf Adolf Boltenstern, Jr. sur Krest Gehnäll Persson sur Knaust Henri Saint Cyr sur Juli                  | Équipe unifiée d'Allemagne Anneliese Küppers sur Afrika Liselott Linsenhoff sur Adular Hannelore Weygand sur Perkunos | Suisse Henri Chammartin sur Wöhler Gustav Fischer sur Vasello Gottfried Trachsel sur Kursus   |
| Saut d'obstacles individuel  | Hans Günter Winkler (EUA) sur Halla                                                                                | Raimondo D'Inzeo (ITA) sur Merano                                                                                     | Piero D'Inzeo (ITA) sur Uruguay                                                               |
| Saut d'obstacles par équipes | Équipe unifiée d'Allemagne August Lütke-Westhues sur Ala Fritz Thiedemann sur Meteor Hans Günter Winkler sur Halla | Italie Piero D'Inzeo sur Uruguay Raimondo D'Inzeo sur Merano Salvatore Oppes sur Pagoro                               | Grande-Bretagne Peter Robeson sur Scorchin Pat Smythe sur Flanagan Wilfred White sur Nizefela |

## Escrime
| Épreuves            | Or | Argent                                                                                             | Bronze                                                                                           |
| ------------------- | --- | -------------------------------------------------------------------------------------------------- | ------------------------------------------------------------------------------------------------ |
| Hommes              | | |                                                                                                  |
| Épée individuelle   | Carlo Pavesi (ITA)                                                                                                | Giuseppe Delfino (ITA)                                                                             | Edoardo Mangiarotti (ITA)                                                                        |
| Épée par équipes    | Italie Giorgio Anglesio Franco Bertinetti Giuseppe Delfino Edoardo Mangiarotti Carlo Pavesi Alberto Pellegrino    | Hongrie Lajos Balthazár Barnabás Berzsenyi József Marosi Ambrus Nagy Béla Rerrich József Sákovics  | France Daniel Dagallier Yves Dreyfus Armand Mouyal Claude Nigon René Queyroux                    |
| Fleuret individuel  | Christian d'Oriola (FRA)                                                                                          | Giancarlo Bergamini (ITA)                                                                          | Antonio Spallino (ITA)                                                                           |
| Fleuret par équipes | Italie Giancarlo Bergamini Luigi Carpaneda Manlio Di Rosa Vittorio Lucarelli Edoardo Mangiarotti Antonio Spallino | France Bernard Baudoux Roger Closset René Coicaud Christian d'Oriola Jacques Lataste Claude Netter | Hongrie Mihály Fülöp József Gyuricza József Marosi József Sákovics Lajos Somodi Endre Tilli      |
| Sabre individuel    | Rudolf Kárpáti (HUN)                                                                                              | Jerzy Pawłowski (POL)                                                                              | Tibor Berczelly (URS)                                                                            |
| Sabre par équipes   | Hongrie Aladár Gerevich Jenő Hámori Rudolf Kárpáti Pál Kovács Attila Keresztes Dániel Magay                       | Pologne Marian Kuszewski Jerzy Pawłowski Andrzej Piątkowski Wojciech Zabłocki Ryszard Zub          | Union soviétique Leonid Bogdanov Lev Kuznetsov Yakov Rylskiy Ievgueni Tcherepovski David Tyshler |
| Femmes              | | |                                                                                                  |
| Fleuret individuel  | Gillian Sheen (GBR)                                                                                               | Olga Orbán (ROU)                                                                                   | Renée Garilhe (FRA)                                                                              |

## Football
| Épreuves         | Or | Argent | Bronze |
| ---------------- | --- | --- | --- |
| Tournoi masculin | Union soviétique Anatoli Bashashkin Iosif Betsa Anatoli Iline Anatoli Isayev Valentin Ivanov Boris Kuznetsov Anatoli Maslyonkin Igor Netto Mikhail Ogonkov Aleksei Paramonov Boris Razinsky Vladimir Ryjkine Sergueï Salnikov Nikita Simonian Eduard Streltsov Boris Tatushin Nikolai Tishchenko Lev Yachine | Yougoslavie Sava Antić Ibrahim Biogradlić Mladen Koščak Dobrosav Krstić Luka Lipošinović Muhamed Mujić Zlatko Papec Vladica Popović Petar Radenković Kruno Radiljević Nikola Radović Ivan Šantek Dragoslav Šekularac Ljubiša Spajić Todor Veselinović Blagoje Vidinić Joško Vidošević | Bulgarie Stefan Boskov Todor Diev Georgi Dimitrov Milcho Goranov Ivan Kolev Nikola Kovachev Manol Manolov Dimitar Milanov Georgi Najdenov Panajot Panajotov Kiril Rakarov Gavril Stoyanov Krum Yanev Yosif Yosifov |

## Gymnastique
| Épreuves                                              | Or | Argent                                                                                       | Bronze |
| ----------------------------------------------------- | --- | -------------------------------------------------------------------------------------------- | --- |
| Hommes                                                | |                                                                                              | |
| Concours par équipes                                  | Union soviétique Albert Azaryan Viktor Chukarin Valentin Muratov Boris Shakhlin Pavel Stolbov Yuri Titov          | Japon Nobuyuki Aihara Akira Kono Masami Kubota Takashi Ono Masao Takemoto Shinsaku Tsukawaki | Finlande Raimo Heinonen Onni Lappalainen Olavi Leimuvirta Berndt Lindfors Martti Mansikka Kalevi Suoniemi |
| Concours général individuel                           | Viktor Chukarin (URS)                                                                                             | Takashi Ono (JPN)                                                                            | Yuri Titov (URS) |
| Anneaux                                               | Albert Azaryan (URS)                                                                                              | Valentin Muratov (URS)                                                                       | Masami Kubota (JPN) Masao Takemoto (JPN) |
| Barre fixe                                            | Takashi Ono (JPN)                                                                                                 | Yuri Titov (URS)                                                                             | Masao Takemoto (JPN) |
| Barres parallèles                                     | Viktor Chukarin (URS)                                                                                             | Masami Kubota (JPN)                                                                          | Takashi Ono (JPN) Masao Takemoto (JPN) |
| Cheval d'arçon                                        | Boris Shakhlin (URS)                                                                                              | Takashi Ono (JPN)                                                                            | Viktor Chukarin (URS) |
| Saut de cheval                                        | Helmut Bantz (EUA) Valentin Muratov (URS)                                                                         |                                                                                              | Yuri Titov (URS) |
| Sol                                                   | Valentin Muratov (URS)                                                                                            | Nobuyuki Aihara (JPN) Viktor Chukarin (URS) William Thoresson (SWE)                          | |
| Femmes                                                | |                                                                                              | |
| Concours par équipes                                  | Union soviétique Polina Astakhova Lidia Kalinina Larissa Latynina Tamara Manina Sofia Mouratova Lyudmila Yegorova | Hongrie Andrea Bodó Karolyne Gulyas Ágnes Keleti Alice Kertesz Margit Korondi Olga Tass      | Roumanie Georgetta Hurmuzachi Sonia Inovan Elena Leușteanu Elena Mărgărit Elena Săcălici Emilia Vătășoiu |
| Concours général individuel                           | Larissa Latynina (URS)                                                                                            | Ágnes Keleti (HUN)                                                                           | Sofia Mouratova (URS) |
| Barres asymétriques                                   | Ágnes Keleti (HUN)                                                                                                | Larissa Latynina (URS)                                                                       | Sofia Mouratova (URS) |
| Exercices d'ensemble avec agrès portatifs par équipes | Hongrie Andrea Bodó Karolyne Gulyas Ágnes Keleti Alice Kertesz Margit Korondi Olga Tass                           | Suède Evy Berggren Ann-Sofi Colling Doris Hedberg Maude Karlén Karin Lindberg Eva Rönström   | Pologne Dorota Jokiel Natalia Kot Danuta Nowak-Stachow Helena Rakoczy Barbara Ślizowska Lidia Szczerbińska Union soviétique Polina Astakhova Lidia Kalinina Larissa Latynina Tamara Manina Sofia Mouratova Lyudmila Yegorova |
| Poutre                                                | Ágnes Keleti (HUN)                                                                                                | Eva Bosáková (TCH) Tamara Manina (URS)                                                       | |
| Saut de cheval                                        | Larissa Latynina (URS)                                                                                            | Tamara Manina (URS)                                                                          | Ann-Sofi Colling (SWE) Olga Tass (HUN) |
| Sol                                                   | Ágnes Keleti (HUN)                                                                                                | Larissa Latynina (URS)                                                                       | Elena Leușteanu (ROU) |

## Haltérophilie
| Épreuves         | Or                         | Argent                  | Bronze                 |
| ---------------- | -------------------------- | ----------------------- | ---------------------- |
| Hommes           |                            |                         |                        |
| Moins de 56 kg   | Charles Vinci (USA)        | Vladimir Stogov (URS)   | Mahmoud Namdjou (IRI)  |
| Moins de 60 kg   | Isaac Berger (USA)         | Yevgeny Minayev (URS)   | Marian Zieliński (POL) |
| Moins de 67,5 kg | Ihor Rybak (URS)           | Ravil Khabutdinov (URS) | Kim Chang-hee (KOR)    |
| Moins de 75 kg   | Fyodor Bogdanovsky (URS)   | Peter George (USA)      | Ermanno Pignatti (ITA) |
| Moins de 82,5 kg | Tommy Kono (USA)           | Vasili Stepanov (URS)   | James George (USA)     |
| Moins de 90 kg   | Arkadi Vorobyev (URS)      | David Sheppard (USA)    | Jean Debuf (FRA)       |
| Plus de 90 kg    | Paul Edward Anderson (USA) | Humberto Selvetti (ARG) | Alberto Pigaiani (ITA) |

## Hockey sur gazon
| Épreuves         | Or | Argent | Bronze |
| ---------------- | --- | --- | --- |
| Tournoi masculin | Inde Leslie Claudius Ranganathan Francis Haripal Kaushik Amir Kumar Raghbir Lal Shankar Lakshman Govind Perumal Amit Singh Bakshi Balkishan Singh Grewal Raghbir Singh Bhola Bakshish Singh Balbir Singh Gurdev Singh Hardyal Singh Garchey Randhir Singh Gentle Udham Singh Charles Stephen | Pakistan Mushtaq Ahmad Noor Alam Khursheed Aslam Manzoor Hussain Atif Naseer Bunda Munir Dar Akhtar Hussain Zakir Hussain Anwar Khan Habib Ali Kiddie Motiullah Abdul Rashid Ghulam Rasul Latif-ur-Rehman Abdul Waheed | Équipe unifiée d'Allemagne Günther Brennecke Hugo Budinger Werner Delmes Hugo Dollheiser Eberhard Ferstl Alfred Lücker Helmut Nonn Wolfgang Nonn Heinz Radzikowski Werner Rosenbaum Günther Ullerich |

## Lutte

### Gréco-romaine
| Épreuves       | Or                         | Argent                  | Bronze                   |
| -------------- | -------------------------- | ----------------------- | ------------------------ |
| Hommes         |                            |                         |                          |
| Moins de 52 kg | Nikolai Solovyov (URS)     | Ignazio Fabra (ITA)     | Dursun Ali Eğribaş (TUR) |
| Moins de 57 kg | Konstantin Vyrupayev (URS) | Edvin Vesterby (SWE)    | Francisc Horvath (ROU)   |
| Moins de 62 kg | Rauno Mäkinen (FIN)        | Imre Polyák (HUN)       | Roman Dzneladze (URS)    |
| Moins de 67 kg | Kyösti Lehtonen (FIN)      | Riza Doğan (TUR)        | Gyula Tóth (HUN)         |
| Moins de 73 kg | Mithat Bayrak (TUR)        | Vladimir Maneyev (URS)  | Per Gunnar Berlin (SWE)  |
| Moins de 79 kg | Givi Kartoziya (URS)       | Dimitar Dobrev (BUL)    | Rune Jansson (SWE)       |
| Moins de 87 kg | Valentin Nikolayev (URS)   | Petko Sirakov (BUL)     | Karl-Erik Nilsson (SWE)  |
| Plus de 87 kg  | Anatoly Parfyonov (URS)    | Wilfried Dietrich (EUA) | Adelmo Bulgarelli (ITA)  |

### Libre
| Épreuves       | Or                           | Argent                  | Bronze                   |
| -------------- | ---------------------------- | ----------------------- | ------------------------ |
| Hommes         |                              |                         |                          |
| Moins de 52 kg | Mirian Tsalkalamanidze (URS) | Ali Khojastehpour (IRI) | Hüseyin Akbaş (TUR)      |
| Moins de 57 kg | Mustafa Dağıstanlı (TUR)     | Mehdi Yaghoubi (IRI)    | Mikhail Shakhov (URS)    |
| Moins de 62 kg | Shozo Sasahara (JPN)         | Joseph Mewis (BEL)      | Erkki Penttilä (FIN)     |
| Moins de 67 kg | Emam-Ali Habibi (IRI)        | Shigeru Kasahara (JPN)  | Alimbeg Bestayev (URS)   |
| Moins de 73 kg | Mitsuo Ikeda (JPN)           | İbrahim Zengin (TUR)    | Vakhtang Balavadze (URS) |
| Moins de 79 kg | Nikola Stanchev (BUL)        | Daniel Hodge (USA)      | Georgi Skhirtladze (URS) |
| Moins de 87 kg | Gholamreza Takhti (IRI)      | Boris Kulayev (URS)     | Peter Blair (USA)        |
| Plus de 87 kg  | Hamit Kaplan (TUR)           | Hussein Mehmedov (BUL)  | Taisto Kangasniemi (FIN) |

## Natation
| Épreuves                    | Or                                                              | Argent                                                            | Bronze                                                                             |
| --------------------------- | --------------------------------------------------------------- | ----------------------------------------------------------------- | ---------------------------------------------------------------------------------- |
| Hommes                      |                                                                 |                                                                   |                                                                                    |
| 100 m nage libre            | Jon Henricks (AUS)                                              | John Devitt (AUS)                                                 | Gary Chapman (AUS)                                                                 |
| 400 m nage libre            | Murray Rose (AUS)                                               | Tsuyoshi Yamanaka (JPN)                                           | George Breen (USA)                                                                 |
| 1 500 m nage libre          | Murray Rose (AUS)                                               | Tsuyoshi Yamanaka (JPN)                                           | George Breen (USA)                                                                 |
| 100 m dos                   | David Theile (AUS)                                              | John Monckton (AUS)                                               | Frank McKinney (USA)                                                               |
| 200 m brasse                | Masaru Furukawa (JPN)                                           | Masahiro Yoshimura (JPN)                                          | Kharis Yunichev (URS)                                                              |
| 200 m papillon              | William Yorzyk (USA)                                            | Takashi Ishimoto (JPN)                                            | György Tumpek (HUN)                                                                |
| Relais 4 × 200 m nage libre | Australie John Devitt Jon Henricks Kevin O'Halloran Murray Rose | États-Unis George Breen Richard Hanley Ford Konno William Woolsey | Union soviétique Boris Nikitin Gennadi Nikolaev Vitali Sorokin Vladimir Struzhanov |
| Femmes                      |                                                                 |                                                                   |                                                                                    |
| 100 m nage libre            | Dawn Fraser (AUS)                                               | Lorraine Crapp (AUS)                                              | Faith Leech (AUS)                                                                  |
| 400 m nage libre            | Lorraine Crapp (AUS)                                            | Dawn Fraser (AUS)                                                 | Sylvia Ruuska (USA)                                                                |
| 100 m dos                   | Judy Grinham (GBR)                                              | Carin Cone (USA)                                                  | Margaret Edwards (GBR)                                                             |
| 200 m brasse                | Ursula Happe (EUA)                                              | Éva Székely (HUN)                                                 | Eva-Maria ten Elsen (EUA)                                                          |
| 100 m papillon              | Shelley Mann (USA)                                              | Nancy Ramey (USA)                                                 | Mary Sears (USA)                                                                   |
| Relais 4 × 100 m nage libre | Australie Lorraine Crapp Dawn Fraser Faith Leech Sandra Morgan  | États-Unis Shelley Mann Joan Rosazza Sylvia Ruuska Nancy Simons   | Afrique du Sud Moira Abernethy Jeanette Myburgh Natalie Myburgh Susan Roberts      |

## Pentathlon moderne
| Épreuves    | Or                                                            | Argent                                               | Bronze                                               |
| ----------- | ------------------------------------------------------------- | ---------------------------------------------------- | ---------------------------------------------------- |
| Hommes      |                                                               |                                                      |                                                      |
| Individuel  | Lars Hall (SWE)                                               | Olavi Mannonen (FIN)                                 | Väinö Korhonen (FIN)                                 |
| Par équipes | Union soviétique Ivan Deryugin Igor Novikov Aleksandr Tarasov | États-Unis William Andre Jack Daniels George Lambert | Finlande Berndt Katter Väinö Korhonen Olavi Mannonen |

## Plongeon
| Épreuves        | Or                       | Argent                  | Bronze                 |
| --------------- | ------------------------ | ----------------------- | ---------------------- |
| Hommes          |                          |                         |                        |
| Tremplin à 3 m  | Bob Clotworthy (USA)     | Donald Harper (USA)     | Joaquín Capilla (MEX)  |
| Haut-vol à 10 m | Joaquín Capilla (MEX)    | Gary Tobian (USA)       | Richard Connor (USA)   |
| Femmes          |                          |                         |                        |
| Tremplin à 3 m  | Patricia McCormick (USA) | Jeanne Stunyo (USA)     | Irene MacDonald (CAN)  |
| Haut-vol à 10 m | Patricia McCormick (USA) | Juno Stover-Irwin (USA) | Paula Myers-Pope (USA) |

## Tir
| Épreuves                     | Or                     | Argent                  | Bronze                      |
| ---------------------------- | ---------------------- | ----------------------- | --------------------------- |
| Mixte                        |                        |                         |                             |
| Carabine à 50 m 3 positions  | Anatoli Bogdanov (URS) | Otakar Hořínek (TCH)    | John Sundberg (SWE)         |
| Carabine à 50 m tir couché   | Gerald Ouellette (CAN) | Vasili Borisov (URS)    | Gil Boa (CAN)               |
| Carabine à 300 m 3 positions | Vasili Borisov (URS)   | Allan Erdman (URS)      | Vilho Ylönen (FIN)          |
| Fosse olympique              | Galliano Rossini (ITA) | Adam Smelczyński (POL)  | Alessandro Ciceri (ITA)     |
| Pistolet à 25 m tir rapide   | Ștefan Petrescu (ROU)  | Yevgeni Cherkasov (URS) | Gheorghe Lichiardopol (ROU) |
| Pistolet à 50 m              | Pentti Linnosvuo (FIN) | Makhmud Umarov (URS)    | Offutt Pinion (USA)         |
| Tir au cerf courant à 100 m  | Vitali Romanenko (URS) | Olof Sköldberg (SWE)    | Vladimir Sevryugin (URS)    |

## Voile
| Épreuves       | Or                                               | Argent                                                                             | Bronze                                                    |
| -------------- | ------------------------------------------------ | ---------------------------------------------------------------------------------- | --------------------------------------------------------- |
| Hommes         |                                                  |                                                                                    |                                                           |
| Classe 5,5m JI | Suède Hjalmar Karlsson Sture Stork Lars Thörn    | Grande-Bretagne David Bowker John Dillon Neil Kennedy-Cochran-Patrick Robert Perry | Australie Douglas Buxton Devereaux Mytton Jock Sturrock   |
| Dragon         | Suède Folke Bohlin Bengt Palmquist Leif Wikström | Danemark Cyril Andresen Ole Berntsen Christian von Bülow                           | Grande-Bretagne Ronald Backus Jonathan Janson Graham Mann |
| Finn           | Paul Elvstrøm (DEN)                              | André Nelis (BEL)                                                                  | John Marvin (USA)                                         |
| Sharpie 12 m2  | Nouvelle-Zélande Jack Cropp Peter Mander         | Australie John Scott Roland Tasker                                                 | Grande-Bretagne Jasper Blackall Terence Smith             |
| Star           | États-Unis Lawrence Low Herbert Williams         | Italie Nicolò Rode Agostino Straulino                                              | Bahamas Sloan Farrington Durward Knowles                  |

## Water-polo
| Épreuves         | Or | Argent | Bronze |
| ---------------- | --- | --- | --- |
| Tournoi masculin | Hongrie Antal Bolvári Ottó Boros Dezső Gyarmati István Hevesi László Jeney Tivadar Kanizsa György Kárpáti Kálmán Markovits Mihály Mayer István Szívós Ervin Zádor | Yougoslavie Ivo Cipci Tomislav Franjković Vladimir Ivković Zdravko Ježić Hrvoje Kačić Zdravko-Ćiro Kovačić Lovro Radonjić Marijan Žužej | Union soviétique Viktor Ageyev Piotr Breus Yuriy Shliapin Borys Hoykhman Nodar Gvakharia Viacheslav Kurennoy Boris Markarov Petre Mshvenieradze Valentin Prokopov Mikhaylo Ryzhak |